# تپه کول باشی ۱
تپه کول باشی ۱ مربوط به سده‌های اولیه دوران‌های تاریخی پس از اسلام است و در شهرستان سرآب، بخش مرکزی، دهستان حومه، ۱ کیلومتری غرب روستای هولیق واقع شده و این اثر در تاریخ ۶ اسفند ۱۳۸۵ با شمارهٔ ثبت ۱۷۵۱۶ به‌عنوان یکی از آثار ملی ایران به ثبت رسیده‌است.